# Eleccions legislatives neerlandeses de 1948
Les eleccions legislatives neerlandeses de 1948 se celebraren el 7 de juliol de 1948, per a renovar els 100 membres de la Tweede Kamer. Es forma un govern de coalició entre socialistes, catòlics, antirevolucionaris, liberals i cristians dirigit per Willem Drees.

## Resultats
| ← Eleccions legislatives neerlandeses, 1948 → |                                                       |           |      |        |
| Partit                                        | Partit                                                | Vots      | %    | Escons |
|                                               | Partit Popular Catòlic (KVP)                          | 1.531.154 | 31,0 | 32     |
|                                               | Partit del Treball (PvdA)                             | 1.263.058 | 25,6 | 27     |
|                                               | Partit Antirevolucionari (ARP)                        | 651.512   | 13,2 | 13     |
|                                               | Unió Cristiana Històrica (CHU)                        | 543.226   | 9,1  | 9      |
|                                               | Partit Popular per la Llibertat i la Democràcia (VVD) | 391.925   | 7,9  | 8      |
|                                               | Partit Comunista dels Països Baixos (KPN)             | 382.001   | 7,7  | 8      |
|                                               | Partit Polític Reformat (SGP)                         | 116.937   | 2,3  | 2      |
|                                               | Partit Nacional Catòlic (KNP)                         | 62.376    | 1,3  | 1      |
| Total                                         | Total                                                 | 5.089.582 | 93,7 | 100    |